# Навозник гигантский
Навозник гигантский или тмол (лат. Synapsis tmolus) — вид жуков-навозников из рода Synapsis. Самый крупный навозник Палеарктики. Единственный представитель рода на территории бывшего СССР.

## Описание
Длина тела 36—52 мм. Окраска блестяще-чёрная или тёмно-коричневая. Боковые края переднеспинки с продольными килями. Надкрылья с продольными рёбрами, которые образуют ложные эпиплевры. Между швом и продольным ребром проходит 6 бороздок (7-я проходит вдоль ребра, образующего ложные эпиплевры, и плохо заметна). Половой диморфизм слабо развит. Глаза лишь частично разделены щечными выступами. Лоб с двумя бугорками. Передние углы переднеспинки выдаются вперёд зубцевидно; её боковые края с продольными килями. Усики 9-члениковые. Бёдра задних ног с зубчиками, находящимися посередине заднего края. Голени средних ног с двумя вершинными шпорами. Голени передних ног с 3 зубцами по наружному краю.

## Ареал
Широко распространён в пустынях и низкогорьях Средней Азии.
Ареал включает: Средняя Азия и юг Казахстана. Известен из предгорий Копет-Дага, Бадхыза, Ферганской долины, долин Таджикистана, предгорий Тянь-Шаня, на север доходит до хребта Каратау, Чу-Илийскнх гор и Джунгарского Алатау, северо-восточный Иран и Северный Афганистан.

## Биология
Гигантский навозник является типично сумеречным или ночным видом, активность которого наблюдается в первой половине ночи. Максимальная активность отмечается в теплые ночи. В светлое время суток жуки, обычно сидят в норах. Спустя один-два часа после наступления темноты в теплые ночи в конце марта начинается активный лёт жуков. После формирования крупных шаров, диаметров около 60 мм, закапываемых в глубоких норах в земле вся жизнедеятельность жуков сосредоточена возле этой норы.
Жуки кормятся, как правило, на свежем лошадином навозе, также встречаются и на фекалиях человека. Найдя пригодный навоз, часть жуков сразу принимается катать шары и утаскивает их подальше от основной навозной кучи, другие — зарывают шары недалеко от кучи, а третьи — зарываются прямо под самой кучей. Жуки запасают навоз для личинок, который сперва закапывается неглубоко в почву, а затем жуки углубляют нору и переносят запасы пищи вниз. Глубина нор может порой достигать 1 метра. В конце норы из навоза жуки сначала лепят «булку», в которой не долгое время проходят процессы брожения, и только потом «булка» разделяется жуками на 4—5 частей, из которых делаются «груши». Жуки довольно длительное время остаются в норах и заботятся о личинках, развивающихся в «грушах». Развитие длится 2 года. Гигантский навозник — типичный норный вид. После сформирования крупных шаров в глубоких норах жизнедеятельность жуков сосредоточивается возле этой норы. Выход жуков на поверхность земли обычно связано с пополнением запасов навоза. Несмотря на хорошие летные качества, жуки обитают на небольшой территории.